# Cristobalina sellata
Cristobalina sellata är en insektsart som beskrevs av Rehn, J.A.G. 1938. Cristobalina sellata ingår i släktet Cristobalina och familjen Romaleidae. Inga underarter finns listade i Catalogue of Life.